# Barkode
Barkode was een Rotterdams collectief voor kunst: muziek, vormgeving en vj-kunst. Het werd in 1999 opgericht door Elsbeth van Noppen, Jacco Ouwerkerk en Martin de Korte. In 2003 werd het samenwerkingsverband ontbonden. 
In het begin van de jaren 2000-2009 maakte Barkode onderdeel uit van een nieuwe generatie vj's. In tegenstelling tot veel pioniers uit de beginjaren van de vj-kunst had deze lichting veelal het uitgangspunt om esthetiek en extase aan hun beeldende presentaties toe te voegen.
Binnen het werk van Barkode was de versmelting tussen elementen uit de club-cultuur, film en beeldende kunst een terugkerend thema. Tijdens de vj-performances werkte Barkode veelal met zelfstandig opgenomen of bewerkt filmmateriaal. Een bekend project van Barkode was een vj-kunstwerk onder de titel Starfucker, waarvoor beelden waren opgenomen in New York en Rotterdam. Deze live vj-set draaide om begrippen zoals glamour, groupies, sterren en hedonisme. De set is vertoond op diverse festivals en in clubs. 
In 2000 verliet Jacco Ouwerkerk het collectief. 
De Volkskrant schreef in 2003: “Het Rotterdamse collectief voelt zich vooral geen vj's, omdat die term toch al snel aan 'bewegend behang' doet denken. Van Noppen en De Korte zijn 'audiovisueel performers'.”

## Presentaties
In 1999 was Barkode verantwoordelijk voor de organisatie van kunst- en cultuurfestival 2000 Beats in de Rotterdamse Witte de Withstraat.
Tot 2003 was het gezelschap het vaste vj-gezelschap tijdens wekelijkse clubavonden in de Rotterdamse uitgaansgelegenheid Now&Wow. Ook werden performances verzorgd op onder meer Dance Valley, Pukkelpop en het International Film Festival Rotterdam.